# 明治大学短期大学
明治大学短期大学（めいじだいがくたんきだいがく、英語: Women's College, Meiji University）は、東京都千代田区神田駿河台1-1に本部を置いていた日本の私立大学である。1950年に設置され、2007年に廃止された。大学の略称は明短および明大短大部。
この項目では前身たる明治大学専門部女子部および明治女子専門学校についても扱う。短期大学が発足する前年において、同時に申請していた明治女子短期大学については、別の記事を参照のこと。

## 概要

### 大学全体
- 東京都千代田区に所在した日本の私立短期大学で、設置主体は学校法人明治大学[1]。
- 国内で最初に認可された短期大学149校[注 2]の1校として、1950年に5学科体制で開学した[注 3]。
- 当初は女子のみの法律科・経済科[注 4]のほか、男女共学の社会科第二部・新聞科第二部も設置されていたがそれらの学科が廃止となってからは女子のみの学科となった。
- 2003年度の入学生を最後に[注釈 2]、短期大学としての使命を終える[3]。

### 建学の精神（校訓・理念・学是）
- 明治大学を参照。

### 教育および研究
- 旧来の明治大学専門部女子部における教育を継承するべく、経済・法律の各専門教育を行っていた。
- 1979年、明治大学専門部女子部から数えて創立50周年を記念に、「女性問題研究」と称した総合講座が開講された[4]

### 学風および特色
- 明治大学専門部女子部が起源となっている[注 5]。
- 設置学科が実学的で就職時に有利であり、明治大学以上の就職実績をあげていた。
- 『明短セミナー』なる雑誌が創刊される[5]。

## 沿革

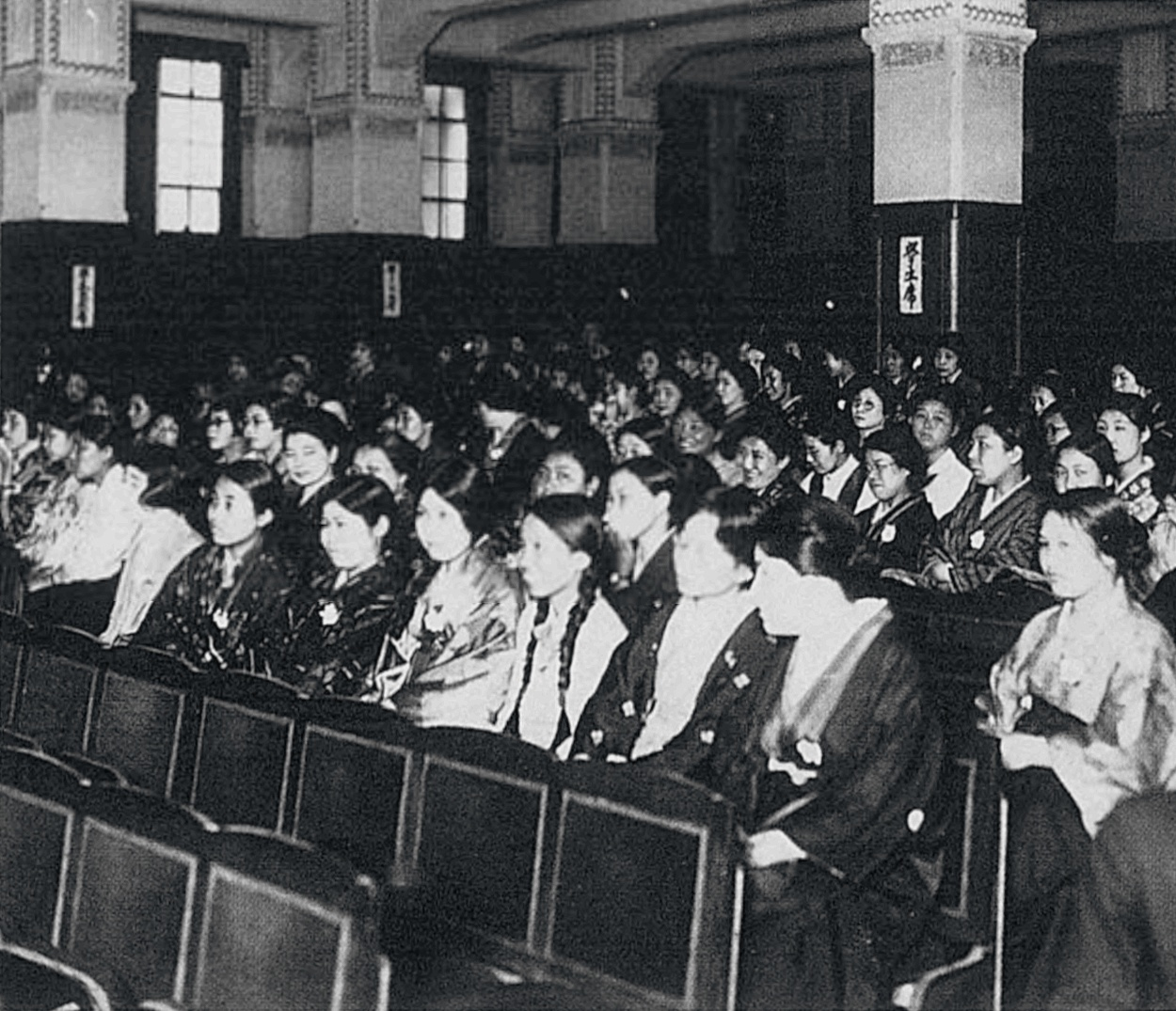
女子部開校式（記念館）

- 明治大学短期大学の前身は1929年に設置された明治大学専門部女子部である。1927年に明大法学部教授会で専門部「女子法科」設置案が提起され、翌年4月に文部省の設置認可を得た。同年10月の商議員会で異論が出たこともあって実際の開校は1929年にずれ込んだが、学科は法科と商科の2科となり、名称も「女子部」と改められた。
- 女子部の修業年限は3年で、入学資格者は5年制高等女学校卒業者等とされ、4年制高等女学校卒業者のために1年制の予科も設けられた[6]。入学者の年齢層は広く、「女学校を出たばかりの可愛いお嬢さんに交つて、四十を越えた老婦人」もいたという[7]。
- 女子部は法科・商科あわせて定員350名だったが、初年度は法科93名、商科12名と定員を下回った[8]。女性弁護士を認める弁護士法改正（1933年改正、1936年施行）が遅れたこともあり[9]、退学者が続出。入学者も減少し、1935年（昭和10年）、入学者が21名となったときは廃止論が浮上した。1938年に久米愛、三淵嘉子、中田正子が司法試験に合格して日本初の女性弁護士となると一転して入学者が増加し、存続の危機は免れた[9]。1949年には三淵嘉子と石渡満子が日本初の女性裁判官になるなど、女子法曹界の先駆者としての功績は大きい。
- 明治女子専門学校（1944年に女子部を改組）は戦後の学制改革時に短期大学部へと改編された。その裏には連合国軍総司令部傘下の民間情報教育局（CIE）担当官ルル・ホームズの助言と指導があった[10]。
- 1980年代以降の女性の高学歴化により4年制大学への編入学目的の入学者が増えたこと、法律や経済といった社会科学系短大の将来に懸念が示されたことなどもあって4年制学部への改組・転換の議論が進められ、情報コミュニケーション学部への移行の形で廃止された[11]。

### 年表
- 1925年

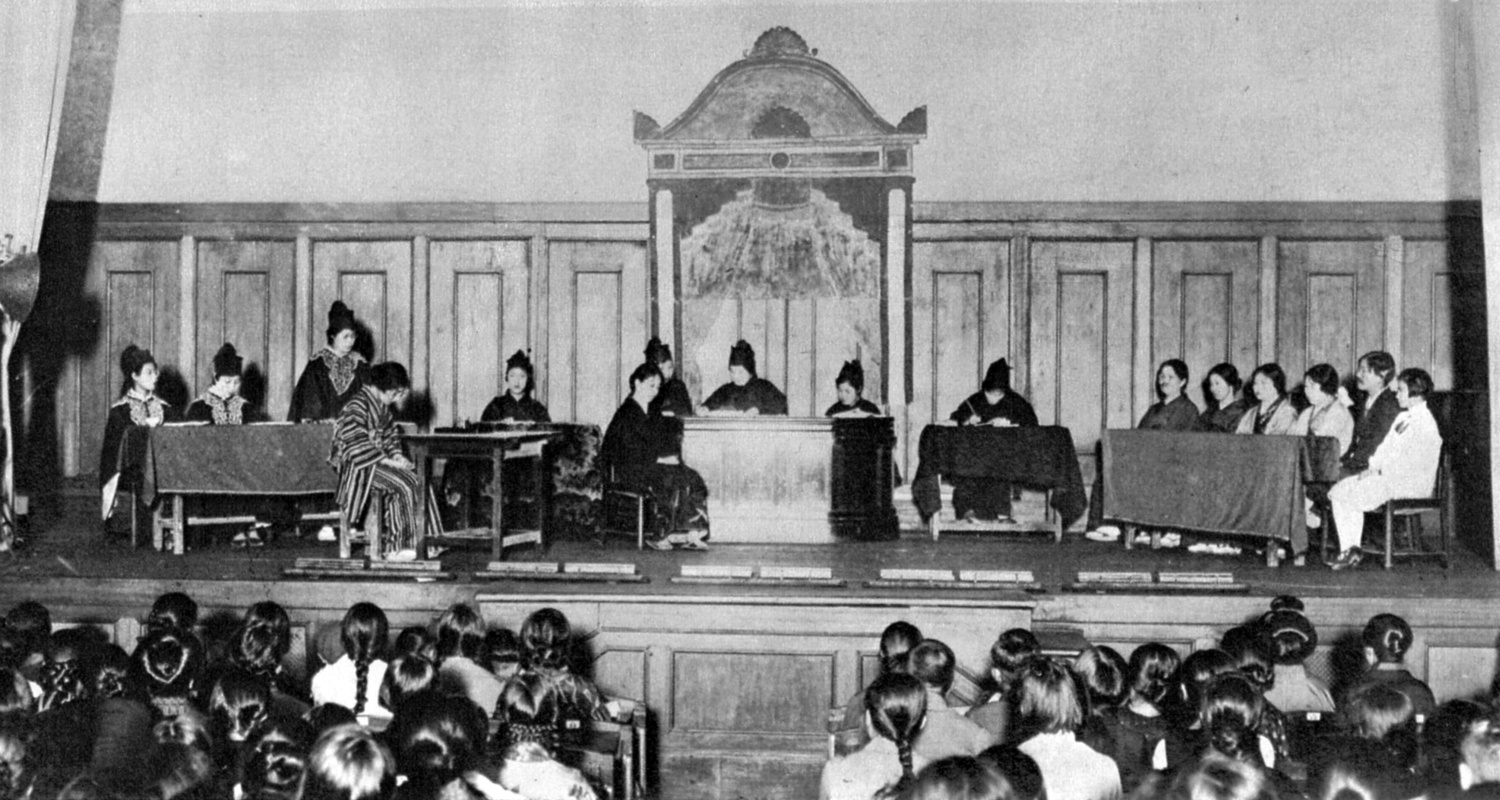
女子部学生による模擬裁判

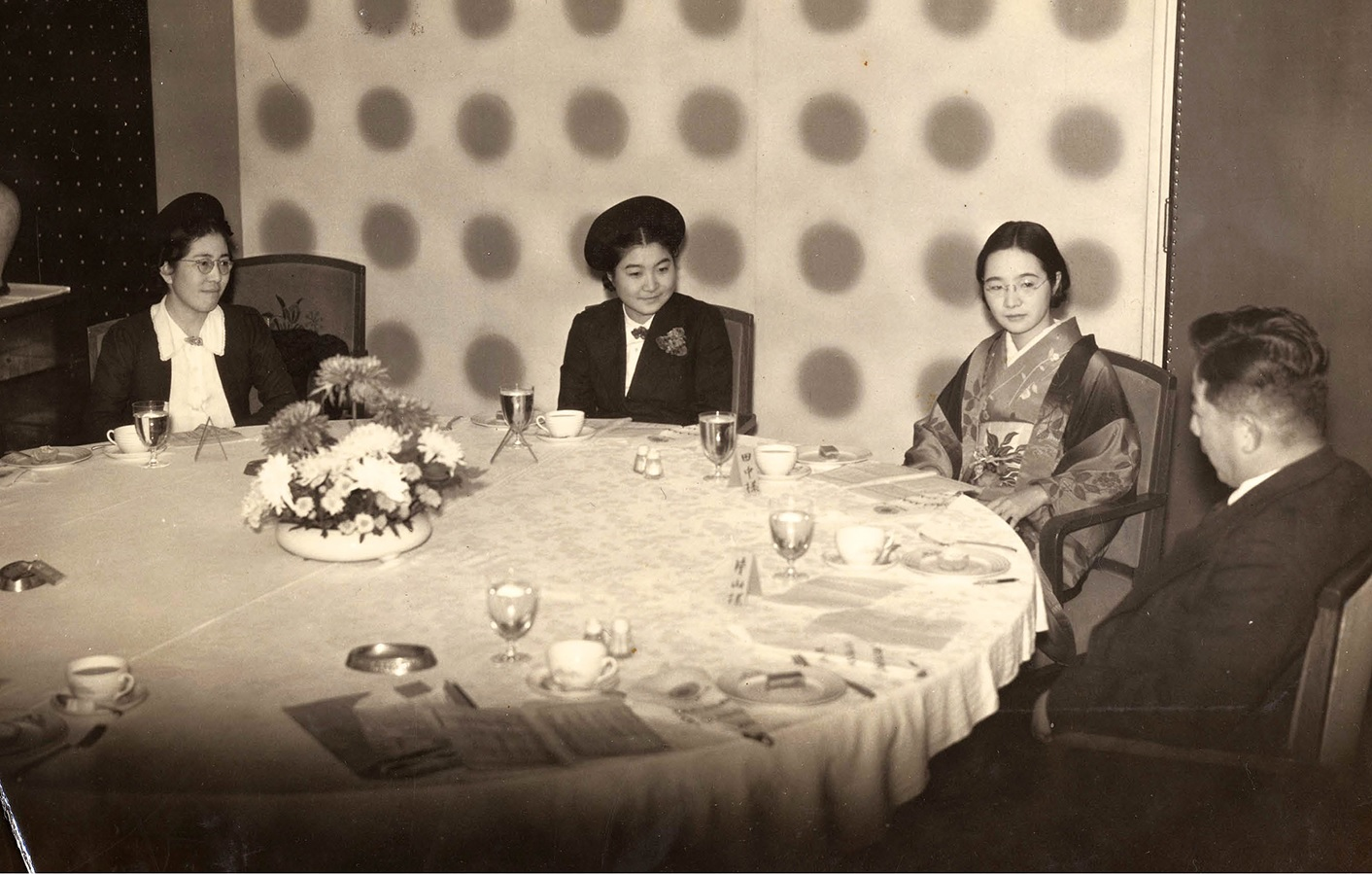
左から久米愛 、三淵嘉子、中田正子（1939年）

  - 4月 明治大学で女子聴講生の入学許可がなされる[12]。
- 1929年
  - 4月28日 - 専門部女子部（法科・商科）を設置（初代部長・松本重敏）、明治大学記念館で開校式を挙行。最初の校舎は佐藤慶太郎の寄附により猿楽町の明治中学校のグラウンドあたりに建てられた[13]。
- 1932年
  - 4月 女子部卒業生に対し、学部入学が許可される。
- 1935年
  - 女子部法科を経て、法学部を卒業した立石芳枝が女性ではじめて 東京帝国大学大学院（法学）に進学する[14]（’62に女性初の 法学博士）。
- 1936年
  - 女子部校舎が駿河台2号館に移転。
- 1938年
  - 高等試験司法科（司法試験）に3名の国内初の女性合格者が誕生（久米愛、三淵嘉子、中田正子）。
- 1940年
  - 3月 女高師・女専卒業生の学部入学を認める学則改正を行う。
  - 久米愛、三淵嘉子、中田正子が日本初の女性弁護士となる。
- 1941年
  - 高等試験行政科（国家公務員I種試験）に国内初の女性合格者が誕生（渡辺美恵）[15]。
- 1942年
  - 9月 女子部校舎完成。
- 1943年
  - 8月 女子部学生の勤労動員開始。
- 1944年
  - 4月 女子部を明治女子専門学校に改組。
- 1945年
  - 4月 空襲により猿楽町の旧女子部校舎全焼[16]。
- 1946年
  - 女性初の国会議員の一人として、今井はつが衆議院議員総選挙に当選。
- 1949年
  - 三淵嘉子と石渡満子が日本初の女性裁判官に就任。
  - 10月 文部省[注釈 3]に短期大学[注 6]の設置認可に関する申請を行う[注 7]。なお、学科・専攻は以下の通りとなっている[注 8]。
    - 工学科 
      - 電気工学専攻 入学定員40名
      - 機械工学専攻 入学定員40名
      - 建築工学専攻 入学定員40名
      - 造船工学専攻 入学定員40名

    - 社会科第二部 入学定員80名
    - 新聞科第二部 入学定員80名
- 1950年
  - 3月14日 左記を以て短期大学の設置が文部省[注釈 3]より認可される[21]。
  - 4月1日 左記を以て明治大学短期大学部（めいじだいがくたんきだいがくぶ）が以下の学科体制にて開学する[注 9]。
    - 工学科[注 10]
      - 電気工学専攻→電気専攻 入学定員40名
      - 機械工学専攻→機械専攻 入学定員40名
      - 建築工学専攻→建築専攻 入学定員40名
      - 造船工学専攻→造船専攻 入学定員40名

    - 社会科第二部 入学定員80名
    - 新聞科第二部 入学定員80名
    - 経済科 入学定員50名[注釈 4]
    - 法律科 入学定員50名[注釈 4]
- 1951年
  - 3月 旧制明治女子専門学校を廃止する。
- 1954年
  - 5月1日 学生数[24]/定員
    - 社会科第二部 281[注 11]/160
    - 新聞科第二部 285[注 12]/160
    - 経済科 195[注釈 5]/100
    - 法律科 153[注釈 5]/100
- 1955年
  - 10月13日 明治大学短期大学と改称[注釈 6]。
- 1956年
  - 3月31日 左記をもって以下の学科・専攻を正式に廃止する[注釈 6]。
    - 工学科
      - 電気専攻
      - 機械専攻
      - 建築専攻
      - 造船専攻
- 1957年
  - 4月1日 以下の学科については、この年度で学生募集を最終とする[注 13]。
- 1958年
  - 5月1日 学生数[27]/定員
    - 社会科第二部 48[注 14]/80
    - 新聞科第二部 53[注 15]/80
    - 経済科 171[注釈 5]/100
    - 法律科 116[注釈 5]/100
- 1959年
  - 3月31日 新聞科第二部・社会科第二部を廃止[注 16]。
- 1962年
  - 4号館（現在の大学会館の場所）に移転[29]。
- 1965年
  - 4月1日 学科の入学定員増を以下の通り行う[注 17]。
    - 経済科 50→100
    - 法律科 50→100

  - 5月1日 学生数[33]/定員
    - 経済科 451[注釈 5]/150
    - 法律科 323[注釈 5]/150
- 1967年
  - 4月 3号館に移転[34]。
- 1972年
  - 三淵嘉子が初の女性裁判所長として新潟家庭裁判所長に就任 [注 18]。
- 1976年
  - 4月1日 学科の入学定員増を以下の通り行う[35]。ほか昨年度の資料[36]及び本年度のそれ[37]も其々参照のこと。
    - 経済科 100→150
    - 法律科 100→150
- 1976年
  - 5月1日 学生数[38]/定員
    - 経済科 511[注釈 5]/250
    - 法律科 391[注釈 5]/250
- 1983年
  - 4月1日 学科の入学定員増を以下の通り行う[注 19]。
    - 経済科 150→200
    - 法律科 150→200

  - 5月1日 学生数[44]/定員
    - 経済科 544[注釈 5]/350
    - 法律科 467[注釈 5]/350

  - 寺沢光子が女性初の地方裁判所長として徳島地方裁判所長に就任 （’76に女性初の司法研修所教官、その後 東京高裁部総括判事等を歴任）[45][46]。
- 1987年
  - 野田愛子が女性初の高等裁判所長官として札幌高等裁判所長官に就任。
  - 4月1日 各学科の入学定員増を以下の通り行う[注 20]。
    - 経済科 200→220[注釈 7]　
    - 法律科 200→220[注釈 7]

  - 5月1日 学生数[52]/定員
    - 経済科 515[注釈 5]/420
    - 法律科 527[注釈 5]/420
- 1989年
  - 短大の将来を考える会が発足[11]。
- 1992年
  - 5月1日 学生数[注 21]/定員
    - 経済科 545[注釈 5]/440
    - 法律科 577[注釈 5]/440
- 1999年
  - 5月1日 学生数[55]/定員
    - 経済科 498[注釈 5]/440
    - 法律科 501[注釈 5]/440
- 2000年
  - 4月1日 各学科の入学定員減を以下の通り行う[注 22]。
    - 経済科 220→218
    - 法律科 220→218
- 2001年以降
  - 4月1日
    - 経済科 218→212
    - 法律科 218→212

  - 7月 連合教授会で短期大学の廃止と情報コミュニケーション学部の設置が決定される[11]。
- 2003年
  - 4月1日 この年度で学生募集を最終とする[注釈 2]。
- 2006年
  - 3月18日 明治大学短期大学閉学。アカデミーコモンで閉学記念のつどいを開催[60]。
- 2007年
  - 11月2日左記をもって文部科学省より正式に廃止の認可がおりる[3]。

## 基礎データ

### 所在地
- 東京都千代田区神田駿河台1-1[注釈 1]

### 象徴
- 明治大学を参照。ほか右記資料も参照[61]。

## 教育および研究

### 組織

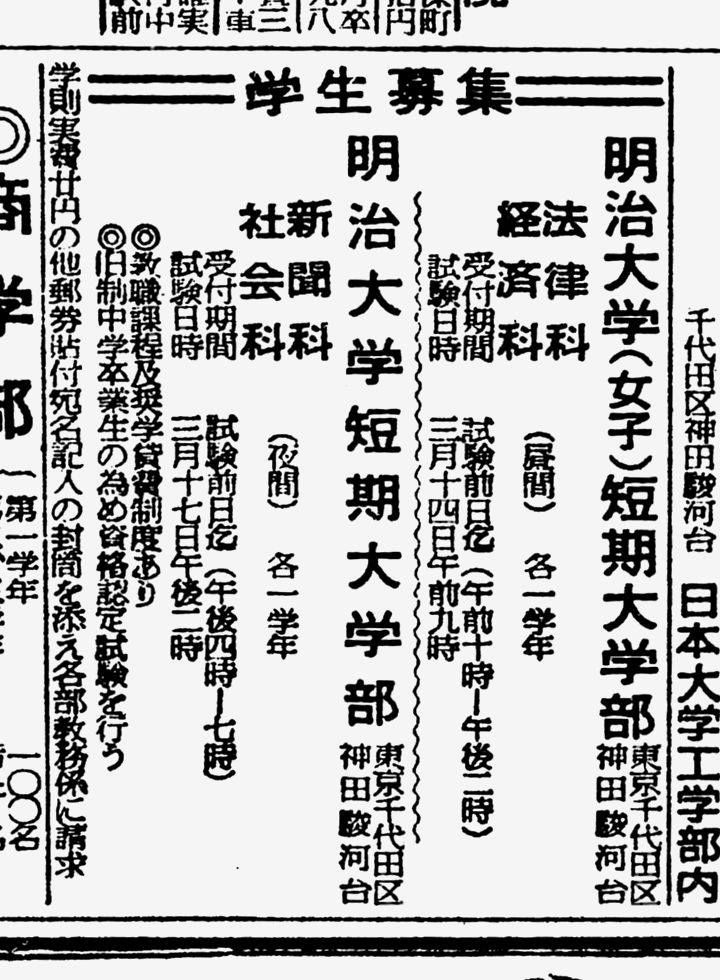
昭和26年度の学生募集広告

#### 学科
- 経済科[注釈 8]
- 法律科[注釈 8]

##### 当初、設けられていた学科
- 新聞科第二部[注釈 9]
- 社会科第二部[注釈 9]
- 工科[注 23]
  - 電気専攻[注釈 10]　
  - 機械専攻[注釈 10]
  - 建設専攻[注釈 10]
  - 造船専攻 入学定員40名[注 24]

#### 設置計画のあった学科
- 英文科[66]
- 社会福祉科[66]

#### 専攻科
- なし

#### 別科
- なし

#### 取得資格について
- 教職課程として中学校教諭二種免許状（社会）が以下の学科の学生対象に設置されていた。当初、併設されていた高等学校教諭免許状（社会）についても同じである[67]
  - 法律科
  - 経済科
  - 新聞科第二部
  - 社会科第二部

### 研究
- 『明治大学短期大学紀要』[68]

## 学生生活

### 部活動・クラブ活動・サークル活動
- 明治大学短期大学で活動していたクラブ活動：短大独自のクラブは特になく、体育系・文化系ともに4年制の明治大学の学生と混合になっていた。
  - 応援団リーダー部では1959年に短大の学生が初めて入部している[69]。

### 学園祭
- 明治大学短期大学の学園祭は「駿台祭」と呼ばれ、4年制の学生と混合で行っていた。

## 大学関係者と組織

### 大学関係者一覧
歴代学長
- 鵜沢総明
- 立石芳枝
- 金子邦彦

教員
4年制の明治大学各学部の教員が短大に出講し、短大の女性教員も各学部に出講していた。

#### 出身者
- 伊藤安雄[71]
- 江原久美子
- ほか明治大学の人物一覧も参照。

## 施設

### キャンパス
- 1994年に短期大学新校舎（12号館）が完成。

## 対外関係

### 他大学との協定

#### カナダ
- ヨーク大学

#### イギリス
- シェフィールド大学

### 系列校
- 明治大学

## 卒業後の進路について

### 編入学・進学実績
- 法律科：明治大学のほか北海道大学・埼玉大学・お茶の水女子大学・横浜国立大学・金沢大学・名古屋大学・島根大学・岡山大学・文京学院大学・駒澤大学・東海大学・日本社会事業大学・日本女子大学・法政大学・武蔵大学・神奈川大学・フェリス女学院大学・同志社大学・関西学院大学ほか[72]。
- 経済科：明治大学のほか東北大学・図書館情報大学・群馬大学・新潟大学・信州大学・京都大学・神戸大学・愛媛大学・長崎大学・琉球大学・共立女子大学・成蹊大学・中央大学・東京経済大学・東洋大学・日本大学・立教大学・立命館大学・関西大学ほか[72]。